# Фастовский пивзавод
Фастовский пивзавод — предприятие пищевой промышленности Украины, занятое в сфере производства и реализации пива. Расположено в городе Фастов (Киевская область).
Предприятие входит в состав объединения «Оболонь».
Мощность предприятия — 12 млн декалитров пива в год. Продукция экспортируется в 22 страны мира.
Штат предприятия — 500 человек.

## История
Фастовский пивзавод был основан в 1906 г. мещанином М. Зибертом и прусским подданным Г. Саальманом.
Для строительства завода было выбрано живописное место на берегу р. Унава в Заречье, рядом с Покровской церковью.
На момент запуска Фастовский пивзавод мог производить около 50 тыс. дал пива в год, на заводе работали девять человек.
С установлением Советской власти предприятие было национализировано.
Во время обеих мировых войн предприятие не пострадало.
В 1950 году на заводе была проведена реконструкция: была возведена паровая котельня, завод подключён к центральной энергосистеме, а производство переоборудовано для розлива пива в бутылки.
В советские времена завод выпускал традиционные тогда сорта пива — «Жигулевское», «Украинское», «Славянское» и «Московское».
В 1986 году на базе Киевского пивзавода № 3 было организовано пиво-безалкогольное объединение «Оболонь», в которое вошли также Киевский пивзавод на Подоле (тогда — Киевский пивзавод № 2) и Фастовский пивзавод. В составе объединения «Оболонь» завод был приватизирован в 1992 году.
В 1993 году на заводе сварили 250 тыс. дал. пива.
На начало 2000-х годов завод представлял собой небольшое предприятие, продукция которого была ориентирована преимущественного на рынок Киевской и Житомирской областей, объём производства пива составлял 546 тыс. декалитров в год.
В 2006 году в честь 100-летия завода ему было возвращено фирменное наименование «Пивоварня Зиберт», а позже в производство была запущена линейка пива Зиберт (Zibert).
В 2008 году была проведена масштабная реконструкция с полным обновлением технологии стоимостью 40 млн евро, в результате чего мощность предприятия возросла до 12 млн декалитров пива в год.
В 2013 году запущено производство пива под брендом «Фастовское».